# 야마가타정
야마가타정(山方町)은 이바라키현 나카군에 위치했던 정이다. 현재의 히타치오미야시에 해당한다.

## 역사
- 1889년 4월 1일 - 정촌제 시행으로 가와치군 야마가타촌이 성립하였다.
- 1947년 9월 1일 - 정으로 승격하였다.
- 2004년 10월 16일 - 가와치군 미와촌 오가와촌, 히가시이바라키군 고젠야마촌과 합병해 가와치군 오미야정 (당일 시로 승격해 히타치오미야시로 개칭)에 편입해 폐지되었다.

## 교통

### 철도
- 동일본 여객철도 스이군선

### 도로
- 국도 제118호선